# Carex thornei
Carex thornei är en halvgräsart som beskrevs av Robert Francis Cox Naczi. Carex thornei ingår i släktet starrar, och familjen halvgräs. Inga underarter finns listade i Catalogue of Life.